# James Reeb
James Reeb (1er janvier 1927 - 11 mars 1965) est un pasteur américain, militant des droits de l'Homme qui fut assassiné par des contre-manifestants blancs ségrégationnistes membres du Ku-Klux-Klan lors d’une manifestation à Selma en Alabama, mourant de ses blessures à la tête à l'hôpital deux jours après avoir été blessé. L'émotion suscitée par sa mort a été ressentie à l'échelle nationale aux États-Unis et a contribué à faire rejeter le racisme par l'opinion publique.

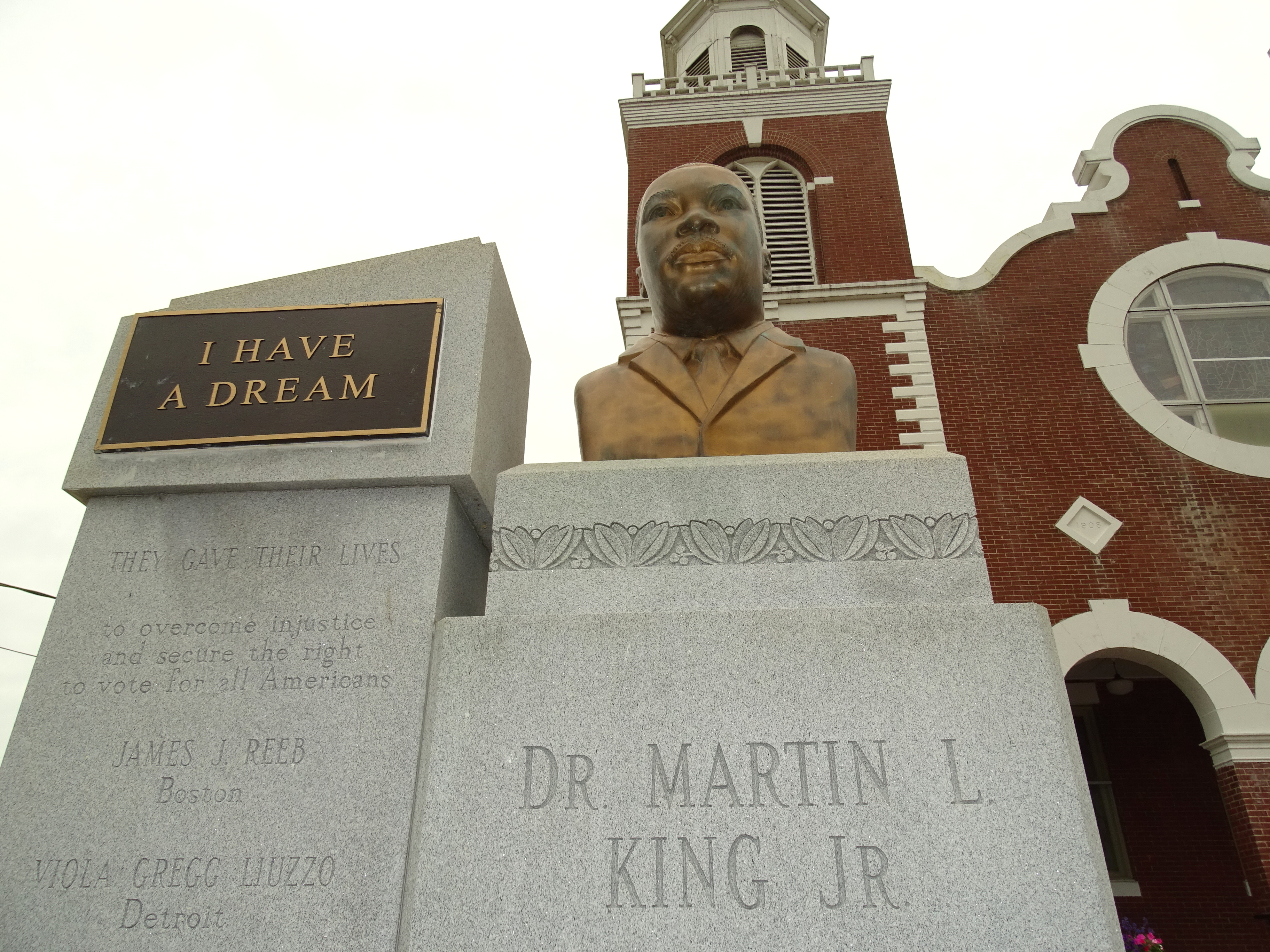
Le mémorial de Martin Luther King devant Brown Chapel African Methodist Episcopal Church à Selma avec les noms des 4 martyrs (celui de James Reeb est lisible en haut).

## Biographie

### Premières années et famille
James Joseph Reeb est né le 1er janvier 1927 à Wichita, dans le Kansas, dans la famille de Harry Reeb et Mae Reeb, née Fox,,. Sa mère était catholique et son père luthérien d'origine allemande. Il a grandi dans le Kansas et à Casper dans le Wyoming. Il a suivi ses études secondaires au lycée Natrona County High School et obtient son diplôme en 1945, date à laquelle il s'engage dans l’armée alors que le fait qu’il se destine à une carrière pastorale l’en exemptait en principe, mais la "G.I. Bill" lui permettait de financer ainsi ses études ultérieures. Après avoir fait ses classes, il est envoyé à Anchorage, en Alaska, comme commis dactylographe pour le quartier général des troupes spéciales. Il fut libéré dix-huit mois plus tard, en décembre 1946, avec le grade de sergent technique de troisième classe. Après son service militaire, Reeb a repris ses études. Il a d'abord suivi des cours dans sa ville au Casper Junior College, avant de passer au St. Olaf College, en 1947, où il a obtenu sa licence avec les félicitations du jury en 1950. Il s’est ensuite inscrit au Princeton Theological Seminary à Princeton (New Jersey), où il a obtenu son diplôme en 1953.
James Reeb avait épousé Marie Deason le 20 août 1950 ; ils avaient eu quatre enfants.

### Carrière pastorale
Trois jours après la remise de son diplôme, James Reeb a été consacré pasteur presbytérien de la First Presbyterian Church de Casper. Ensuite il a accepté un poste au Philadelphia General Hospital comme aumônier des hôpitaux presbytériens de Philadelphie. Pour devenir un conseiller plus efficace, il est retourné à l'école, s'inscrivant à la Conwell School of Theology, où il a obtenu un mastère de théologie axé sur le travail pastoral en 1955.
Sur le plan théologique, Reeb s'est éloigné de la pure doctrine presbytérienne et s’est rapproché de l’Universalisme unitarien, un groupe d'églises extrêmement libérales. En mars 1957, il a démissionné de son poste d’aumônier presbytérien et a pris contact avec l'American Unitarian Association pour y être admis comme pasteur. Il appréciait particulièrement l'accent mis par cette église sur l'action sociale et il s’est engagé activement dans le mouvement des droits civiques pendant les années 1960.
Pour pouvoir travailler étroitement avec la communauté pauvre de Philadelphie, il a accepté le poste de directeur jeunesse pour le YMCA West Branch entre 1957 et 1959. Avec sa femme et ses quatre enfants, le pasteur Reeb vivait dans des quartiers noirs pauvres, là où il pensait pouvoir faire le plus de bien. Pendant son ministère au YMCA, il a aboli le système de quotas raciaux et a lancé un programme intégré de transport par autobus pour transporter les jeunes d'un endroit à l'autre. Quand les unitariens lui ont accordé un poste de pasteur proposant, il a accepté l'offre d'être ministre adjoint de l'église All Souls de Washington. En 1962, après trois ans de service actif dans cette église, James Reeb a été consacré pasteur de l’église universaliste unitarienne. Dès le début de son nouveau ministère, le pasteur Reeb avait encouragé les paroissiens à participer au mouvement des droits civiques. En 1964, il a commencé comme directeur des relations communautaires pour le Boston Metropolitan Housing Program de l'American Friends Service Committee, se concentrant sur la déségrégation. À l'AFSC, Reeb et son personnel ont défendu les intérêts des pauvres et ont fait pression sur la ville pour qu'elle applique son code du logement, protégeant ainsi les droits des locataires de toutes races et origines, en particulier des Afro-Américains pauvres et hispaniques. Les Reeb étaient l'une des rares familles blanches vivant à Roxbury. Anne, la fille de James Reeb, se souvient que son père " était convaincu que l'on ne pouvait pas faire une différence pour les Afro-Américains tout en vivant confortablement dans un quartier blanc".

## Son assassinat

### Les événements
En tant que membre de la Southern Christian Leadership Conference (SCLC), Reeb s'est rendu à Selma pour se joindre aux nouvelles manifestations pacifiques pour le droit de vote des Afro-Américains à la suite de l'attaque des troupes d'État et des adjoints du shérif contre des manifestants non-violents, le 7 mars 1965. Après avoir dîné dans un restaurant multiracial le 9 mars, Reeb et deux autres pasteurs unitariens, les révérends Clark Olsen et Orloff Mille, ont été agressés et violemment roués de coups de gourdin par des hommes blancs en raison de leur soutien aux droits des Afro-américains,. L'hôpital noir de Selma n'avait pas les installations pour le traiter et l'hôpital blanc refusa de l’admettre. Deux heures se sont écoulées pendant lesquelles son état s'est dégradé, tandis qu’il était transporté vers l'hôpital de Birmingham où les médecins allaient tenter de le sauver en pratiquant une chirurgie cérébrale - de tels soins n'étaient pas disponibles à Montgomery qui aurait été beaucoup plus proche. Pendant ce transfert vers l'hôpital de Birmingham, Martin Luther King prenait la parole lors d'une conférence de presse déplorant cette attaque lâche et demandant à tous de prier pour lui. Le pasteur Reeb est mort deux jours plus tard. Sa mort a provoqué un tollé national contre les activités des racistes blancs dans le sud des États-Unis.

### Suites judiciaires
En avril 1965, quatre hommes - Elmer Cook, William Stanley Hoggle, Namon O'Neal Hoggle et R.B. Kelley - furent inculpés du meurtre de Reeb à Dallas County, en Alabama ; trois furent acquittés par un jury entièrement blanc en décembre et le quatrième s'enfuit dans le Mississippi et ne fut pas inquiété par les autorités de cet État alors qu’il aurait pu être arrêté et renvoyé en Alabama pour y être jugé.
En juillet 2007, le Boston Globe a rapporté que l'Initiative sur les affaires non résolues du FBI avait rouvert l'enquête sur cette affaire vieille de 46 ans.
La reprise de l'enquête a également été rapportée par The Anniston Star et The Clarion-Ledger de Jackson (Mississippi),. Cependant, en 2011, l'affaire a de nouveau été close et aucune accusation n'a été portée. Selon le ministère américain de la Justice, la décision de classer l'affaire a été prise après avoir découvert que trois des quatre hommes soupçonnés d'être responsables du meurtre étaient décédés et que Namon Hoggle, le seul survivant, avait été jugé et acquitté du crime par le tribunal de l'État, ce qui interdisait de poursuivre l'affaire. Namon Hoggle est décédé cinq ans plus tard, le 31 août 2016, à l'âge de 81 ans.

## Postérité

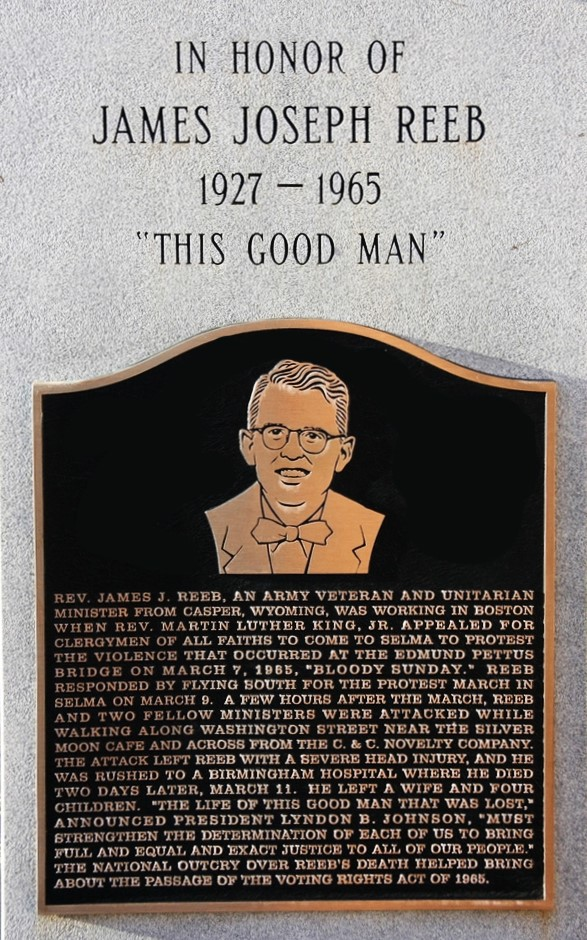
Plaque en mémoire de James Reeb sur la stèle érigée à Selma, en Alabama.

La mort de Reeb provoqua un choc dans tout le pays, et des dizaines de milliers de personnes ont tenu des veillées en son honneur<nom ref="mlk-kpp01.stanford.edu"/>. Le président Lyndon B. Johnson a appelé la veuve et le père de Reeb pour exprimer ses condoléances, et le 15 mars, il a rappelé la mémoire de Reeb en présentant au Congrès le projet du Voting Rights Act. Le même jour, Martin Luther King faisait l'éloge de Reeb lors d'une cérémonie à la chapelle de Brown à Selma : "James Reeb symbolise les forces de la bonne volonté dans notre nation. Il a démontré la conscience de la nation. C'était un avocat de la défense des innocents au tribunal de l'opinion mondiale. Il était témoin de la vérité que des hommes de races et de classes différentes pouvaient vivre, manger et travailler ensemble comme des frères."
Le Voting Rights Act a été adopté le 6 août 1965.
Au sein du séminaire de Princeton, une série de cinq conférences est organisée chaque année par des leaders religieux et civiques de renommée internationale sous le nom de James Reeb Lectures. Selon le professeur Geddes W. Hanson, "Invoquer le nom de James Reeb, cela signifie penser à la race/au racisme aux États-Unis. À mon avis, le mot racisme (et ses proches) est utilisé à tout propos avec une nonchalance inadéquate, comme étant presque sans valeur. J'entends par là une dévalorisation consciente ou non de la vie, des expériences, de la culture ou de la pensée d'un groupe - dans ce pays, généralement de tout groupe non blanc."
Bien que, selon ses dernières volontés, ses cendres aient été dispersées dans la prairie des grandes plaines du Wyoming, plusieurs monuments permettent de conserver la mémoire du martyre de James Reeb, notamment une stèle à Selma et une plaque sur les lieux mêmes de l'agression à Selma, une plaque dans la Brown's Chapel où Martin Luther King avait pris la parole après le meurtre, une plaque au Princeton Theological Seminary.

## Dans la culture populaire
Le rôle du pasteur Reeb est joué par Jeremy Strong dans le film Selma, sorti en 2014.